# Sauvagesia (rod rudista)
Sauvagesia je rod rudista koji pripada porodici Radiolitidae.

## Rasprostranjenost
Ostatci roda Sauvagesia pornađeni su u: Afganistanu, Grčkoj, Hrvatskoj, Italiji, Jordanu, Kubi, Meksiku, Peruu, Rumunjskoj, Sjedinjenim Američkim Državama, Sloveniji, Somaliji, Španjolskoj i Turskoj. Među lokacijama u Hrvatskoj gdje su pronađeni ostatci ovog roda su Cres i Medvednica.

## Taksonomija
Rodu Pseudopolyconites pripada iduća vrsta:
- Sauvagesia kunlunensis Z.-R. Yang, 1984.
- Sauvagesia tenuivalvata Wiontzek, 1934.
- Sauvagesia xinjiangensis Z.-R. Yang, 1984.